# Васкаљијана (Асти)
Васкаљијана је насеље у Италији у округу Асти, региону Пијемонт.
Према процени из 2011. у насељу је живело 254 становника. Насеље се налази на надморској висини од 187 м.